# Censura no TikTok
Existem indícios de que o TikTok diminuiu a visibilidade de postagens relacionadas a tópicos considerados sensíveis pelo governo chinês e pelo Partido Comunista Chinês. Entre os temas supostamente censurados na plataforma estão o genocídio uigur, os protestos de Hong Kong entre 2019 - 2020, disputas na fronteira sino-indiana, líderes políticos estrangeiros, pessoas LGBTQ+, pessoas com deficiência e pessoas negras. O TikTok também eliminou ou ocultou informações de seus serviços para cumprir políticas da empresa, requisitos legais e leis de censura do governo. As respostas do TikTok às acusações de censura foram variadas, incluindo a afirmação de que a plataforma buscava proteger os usuários do bullying, argumentos sobre certos casos serem resultado de erro humano e a alegação de que tais incidentes foram causados por falhas nos algoritmos.

## Censura política
Em janeiro de 2019, o governo chinês anunciou sua intenção de responsabilizar desenvolvedores de aplicativos, como a ByteDance, pelo conteúdo gerado pelos usuários em plataformas como o Douyin (o TikTok na China). Uma lista de 100 tipos de conteúdo sujeitos à censura foi divulgada. Relatos indicam que certos conteúdos considerados desfavoráveis ao Partido Comunista Chinês já estavam restritos para usuários fora da China, abrangendo temas como os Protestos em Hong Kong em 2019–2020 e a independência do Tibete.
O TikTok tomou medidas, bloqueando vídeos relacionados aos direitos humanos na China, especialmente aqueles abordando os campos de internamento em Xinjiang e o genocídio uigur. Contas de usuários que compartilhavam tais conteúdos foram desativadas. Em 2019, o The Washington Post reportou alegações de ex-funcionários dos EUA, sugerindo que o TikTok recebeu ordens para remover conteúdo considerado subversivo ou controverso pelas equipes em Pequim. No entanto, a ByteDance afirmou que nenhum moderador do serviço nos EUA estava baseado na China. Em 27 de novembro de 2019, o TikTok temporariamente suspendeu a conta da usuária afegã-americana de 17 anos, Feroza Aziz, após ela postar um vídeo disfarçado como tutorial de maquiagem, chamando a atenção para os campos de internamento em Xinjiang. Posteriormente, o TikTok pediu desculpas, alegando que a suspensão foi resultado de "erro humano", e a conta de Aziz foi restaurada. Em julho de 2020, outra conta foi suspensa após um vídeo viral abordar o mesmo problema.
As políticas do TikTok proíbem a publicação de conteúdo relacionado a uma lista específica de líderes estrangeiros, incluindo Vladimir Putin, Donald Trump, Barack Obama e Mahatma Gandhi, devido ao potencial de gerar controvérsias e ataques baseados em opiniões políticas. Além disso, as diretrizes da plataforma também proíbem conteúdos críticos em relação ao presidente turco Recep Tayyip Erdoğan, assim como aqueles considerados de apoio ao nacionalismo curdo. Há relatos de que o TikTok aplicou censura a usuários que expressaram apoio aos protestos da Lei de Emenda à Cidadania na Índia, bem como àqueles que promovem a paz entre as comunidades hindu e muçulmana. Estas restrições levantaram preocupações sobre a liberdade de expressão na plataforma.
Em março de 2020, documentos internos vazados para o The Intercept revelaram que os moderadores do TikTok foram instruídos a suprimir postagens criadas por usuários considerados "muito feios, pobres ou deficientes" para a plataforma. Além disso, eles foram orientados a censurar o discurso político em transmissões ao vivo, banindo aqueles que prejudicassem a "honra nacional" ou transmitissem conteúdo sobre "órgãos estatais como a polícia". Em resposta às crescentes preocupações relacionadas à censura, a empresa controladora do TikTok contratou K&L Gates, uma firma de advocacia que inclui os ex-congressistas norte-americanos Bart Gordon e Jeff Denham, para fornecer aconselhamento sobre suas políticas de moderação de conteúdo. Além disso, a TikTok também contratou os serviços da empresa de lobby Monument Advocacy para lidar com questões relacionadas à sua imagem pública e políticas de moderação.
Em junho de 2020, o The Wall Street Journal relatou que alguns usuários anteriormente apolíticos do TikTok estavam expressando opiniões pró-Pequim com o objetivo explícito de aumentar o número de assinantes e evitar possíveis proibições não declaradas. Posteriormente, no mesmo mês, o The Times of India divulgou que o TikTok estava proibindo vídeos relacionados à disputa de fronteira sino-indiana e aos confrontos entre China e Índia. Em julho, a empresa anunciou sua saída de Hong Kong em resposta à implementação da Lei de Segurança Nacional de Hong Kong.
Em novembro de 2020, perante um comitê parlamentar britânico, um ex-executivo do TikTok afirmou que a plataforma censurou conteúdo crítico à China, focando especialmente em material relacionado ao genocídio uigur
Em janeiro de 2021, o TikTok implementou uma proibição de conteúdo relacionado a Trump que era considerado incitador à violência. Em 3 de fevereiro, a plataforma recebeu elogios de autoridades russas devido à sua cooperação na remoção de conteúdo "proibido", principalmente relacionado a protestos na Rússia. O funcionário da agência de censura de mídia Roskomnadzor, Evgeniy Zaitsev, destacou o TikTok entre outras plataformas de mídia social devido à sua presença física na Rússia e cooperação ativa, algo que, segundo ele, não se aplica a outras plataformas. Além disso, o deputado da Duma, Alexander Khinshtein, elogiou as novas políticas "anti-notícias falsas" do TikTok, afirmando que elas se alinham bem com a ideologia da lei russa de censura de conteúdo e devem ser consideradas um sinal muito positivo.
Em fevereiro de 2022, o jornal alemão Frankfurter Allgemeine Zeitung relatou que as legendas automáticas em vídeos que continham termos como "campo de reeducação", "campo de internamento" ou "campo de trabalho forçado" foram substituídas por asteriscos. Essa ação levantou questões sobre a possível censura ou restrição de conteúdo relacionado a temas sensíveis em determinados contextos políticos ou culturais.

## Grupos minoritários

### Visão geral
Segundo o historiador de tecnologia Mar Hicks, os criadores do TikTok sentem a necessidade de serem extremamente cautelosos ao postarem conteúdo, pois as regras podem mudar a qualquer momento, e a falta de transparência gera preocupações. Hicks destacou que o desaparecimento repentino de tags, seja intencional ou não, tem efeitos prejudiciais nas comunidades já marginalizadas. A falta de clareza na remoção e moderação de conteúdo no TikTok é uma fonte constante de frustração para os usuários, uma vez que, embora haja diretrizes da comunidade, não existe uma lista pública de palavras e frases banidas, e não está claro o papel dos algoritmos em comparação com as intervenções humanas na moderação. Em situações de protesto contra atos de racismo, os usuários perceberam uma mudança na visibilidade de seu conteúdo, com uma diminuição na frequência de aparecimento ou até mesmo a completa ausência do mesmo.

### LGBTQ+ e pessoas com deficiência
Em 2019, o The Guardian divulgou que os esforços do TikTok para implementar moderação sensível localmente resultaram na exclusão de conteúdo que poderia ser interpretado como favorável às pessoas LGBTQ+ ou aos direitos LGBTQ+ em determinados países, como a Turquia. Isso incluiu a remoção de vídeos que mostravam casais do mesmo sexo de mãos dadas, destacando as complexidades e desafios associados à moderação de conteúdo em diferentes contextos culturais.
Em dezembro de 2019, o TikTok reconheceu ter a intenção de "diminuir o bullying" nos comentários dos vídeos, implementando uma redução artificial no potencial viral de vídeos identificados pelo seu algoritmo como sendo criados por pessoas LGBTQ+. No mesmo mês, o site alemão Netzpolitik.org informou que o TikTok também aplicou artificialmente uma diminuição no potencial viral de vídeos identificados pelo algoritmo como sendo produzidos por pessoas "gordas", com desfiguração facial, autismo, síndrome de Down, deficiências ou alguns problemas faciais. As pessoas afetadas viram seus vídeos restritos apenas ao seu país de origem, sem aparecer na seção "Para você", o feed algorítmico personalizado da página inicial do TikTok. De acordo com The Verge, algumas lésbicas no TikTok começaram a se referir a si mesmas de maneira jocosa como "le dolla bean", brincando com a grafia para evitar a detecção do TikTok, que sinalizava para exclusão ou causava problemas nas contas dos usuários quando a palavra "lésbica" era usada. O historiador de tecnologia Mar Hicks comentou ao The Verge que essa prática se tornou uma piada devido às dificuldades enfrentadas por conteúdos que incluíam a palavra "lésbica" serem marcados para exclusão ou causarem complicações nas contas dos usuários.
Em 2020, o TikTok enfrentou acusações de censura direcionada a usuários transgêneros, quando relatos surgiram de pessoas transgêneros cujos vídeos foram removidos ou silenciados. A BBC divulgou que a instituição de caridade LGBTQ+ Stonewall expressou preocupação, afirmando que tais ações "enviaram uma mensagem prejudicial aos jovens trans que utilizam a plataforma em busca de apoio". Em resposta, o TikTok emitiu um comunicado, declarando categoricamente que "não remove qualquer conteúdo com base na expressão da identidade de gênero".
Em setembro de 2020, o Australian Strategic Policy Institute revelou que determinadas hashtags LGBTQ+ estavam restritas em países como Bósnia, Rússia e Jordânia no TikTok. A TikTok admitiu que restringiu hashtags em alguns países, justificando essas restrições com base em leis locais para algumas hashtags e em outras devido ao seu uso predominante para conteúdo pornográfico. A plataforma também afirmou que algumas hashtags foram moderadas erroneamente, sendo o problema posteriormente corrigido, e que algumas das hashtags supostamente censuradas nunca foram realmente utilizadas pelos criadores de vídeos.
Em maio de 2021, o ativista intersexo americano Pidgeon Pagonis relatou que a hashtag "intersexo" ficou indisponível no TikTok pela segunda vez. O TikTok informou ao The Verge que a remoção da tag ocorreu por engano e foi posteriormente restaurada em ambas as ocasiões. Esses incidentes levaram a especulações públicas sobre se a hashtag foi alvo de censura na plataforma.
Em janeiro de 2023, o IPVM noticiou que a versão chinesa do TikTok, conhecida como Douyin, estava envolvida na censura de conteúdo pró-LGBTQ+, proibindo expressamente "visões prejudiciais à saúde e não convencionais sobre casamento e amor". Essa prática levanta preocupações sobre a liberdade de expressão e o tratamento de temas relacionados à comunidade LGBTQ+ na plataforma.

### Pessoas negras

Os ativistas encorajaram os usuários do TikTok a mudar sua foto de perfil para o símbolo do punho do poder negro em solidariedade aos criadores afro-americanos no TikTok

Em 7 de maio de 2020, em antecipação ao próximo aniversário de Malcolm X em 19 de maio, o usuário do TikTok Lex Scott incentivou os espectadores a protestarem contra a supressão de criadores afro-americanos na plataforma. A campanha envolveu a modificação das fotos de perfil dos participantes para incluir o símbolo do punho do poder negro, além de seguir criadores negros e deixar de seguir aqueles que não apoiaram a iniciativa. Esse movimento ficou conhecido como #ImBlackMovement. Milhares de usuários do TikTok aderiram à causa, e a hashtag #BlackVoicesHeard alcançou mais de 6 milhões de visualizações na manhã de 19 de maio.
Após o assassinato de George Floyd, que desencadeou agitação racial nos Estados Unidos e protestos globais em 25 de maio de 2020, criadores do TikTok alegaram que a plataforma estava intencionalmente restringindo vídeos que utilizavam as hashtags #BlackLivesMatter e #GeorgeFloyd, resultando na aparente ausência de visualizações para esses vídeos. O TikTok emitiu um comunicado pedindo desculpas, atribuindo o problema a uma falha técnica e esclarecendo que, na realidade, as hashtags receberam mais de 2 bilhões de visualizações. Hicks destacou que pessoas LGBTQ+ e indivíduos de cor perceberam uma aplicação "totalmente diferente" das diretrizes, o que resulta na supressão ou remoção de seus conteúdos por supostas violações, enquanto relatos de assédio de outros usuários não são devidamente abordados. Isso não apenas prejudica a capacidade dessas pessoas de se expressarem e serem vistas na plataforma, mas também as expõe a ataques e discurso de ódio.